# Torre Espioca
La torre Espioca es una torre defensiva andalusí situada en el municipio de Picasent (Valencia).
Es bien de interés cultural con número 46.16.194-003 y anotación ministerial RI-51-0007339 de 19 de enero de 1993.

## Historia
Se trata de una torre defensiva almohade edificada en el siglo XI. Se encontraba en la aldea de Espioca y cercana a la de Niñerola; ambas quedaron desiertas tras la expulsión de los moriscos en 1609.

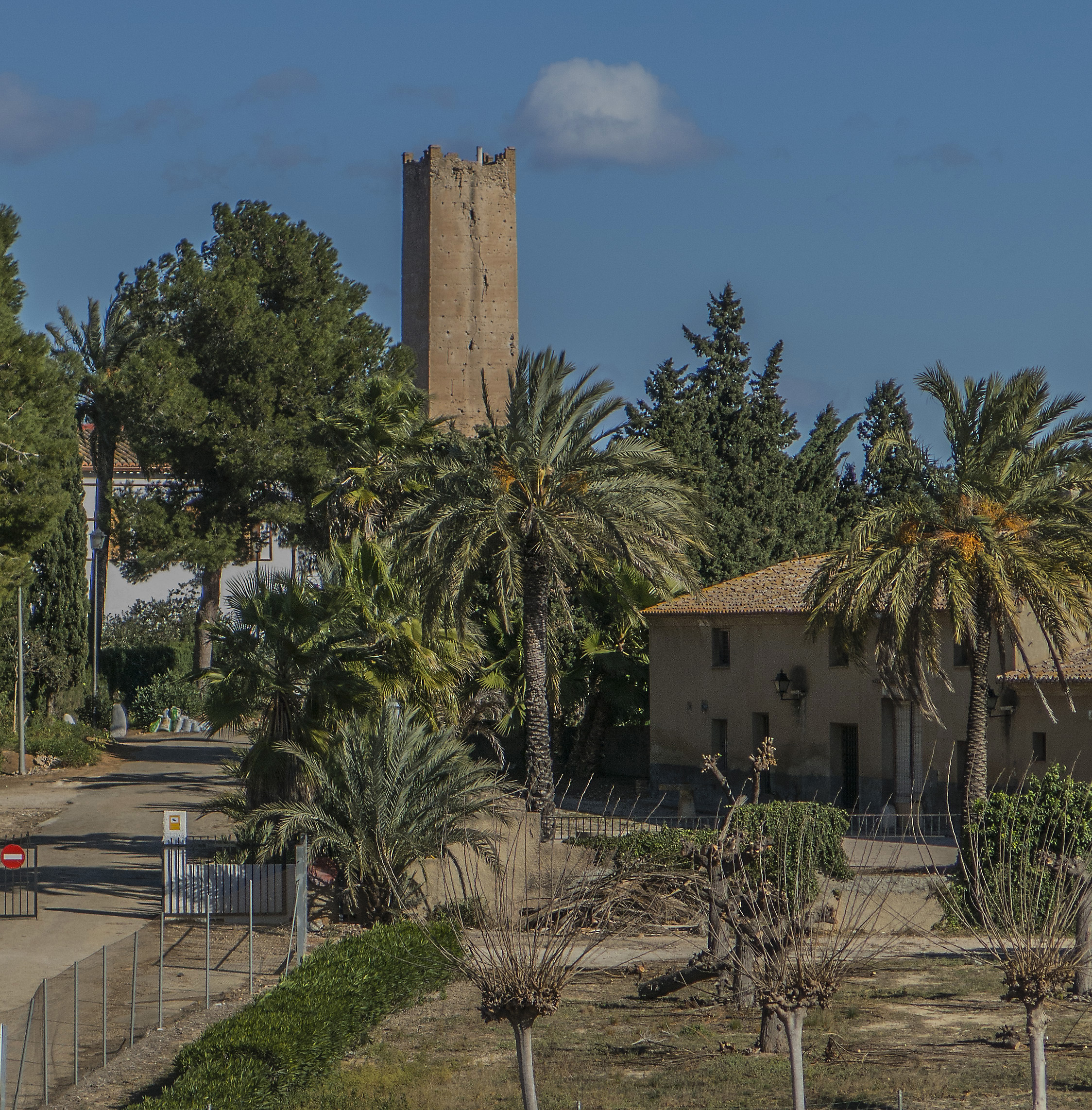
La Torre Espioca, con la venta y el molino

Espioca fue reconquistada por Jaime I de Aragón, quien la entregó a Roderic Sabata.

## Descripción
Se trata de una torre de planta rectangular y cuatro alturas. Junto a la misma se observan restos de edificaciones anexas. Su base es de 4,95 por 5,9 metros. Tiene 16,77 metros de altura, si bien inicialmente eran 18,47. Se construyó con piedra y argamasa.
La tapia al nivel del acceso es de 1,32 metros de espesor, pero va disminuyendo formando repisas a medida que se asciende. Hay cuatro repisas que corresponde con los cuatro niveles de la torre. Hay saeteras en todos los lienzos.